# Bresha Webb

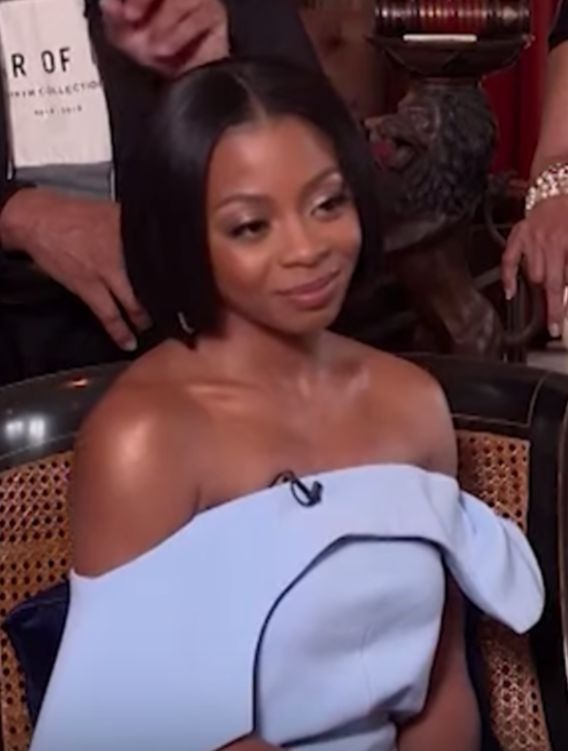
Bresha Webb, 2020

Bresha Webb (eigentlich Breshae Renee Webb; * 6. Mai 1984 in Baltimore, Maryland) ist eine US-amerikanische Schauspielerin.

## Leben
Bresha Webb wuchs in ihrer Geburtsstadt Baltimore in Maryland auf und schloss ihre Ausbildung in der Baltimore School for the Arts ab. Ihren schauspielerischen Durchbruch schaffte sie 2010 mit ihrer Rolle der Imunique in der US-TV-Serie Love That Girl! nachdem Tatyana Ali die Serie verließ. In Deutschland erlangte sie im Jahr 2020 mit der Hauptrolle der Jasmine Bryant in dem Thriller A Fall from Grace der Streaming-Plattform Netflix Bekanntheit.

## Filmografie (Auswahl)
- 2010–2014: Love That Girl! (Fernsehserie, 44 Folgen) als Imunique
- 2016: Ride Along: Next Level Miami als Shayla
- 2018: Night School als Denise
- 2019: Sextuplets (Fernsehfilm)
- 2019–2020: The Last O.G.  (Fernsehserie, 5 Folgen)
- 2020: aTypical Wednesday
- 2020: A Fall from Grace als Jasmine Bryant
- 2020: Merry Liddle Christmas Wedding (Fernsehfilm)
- 2021: Living My Best Life
- 2021: The House Next Door: Meet the Blacks 2
- 2021: Run the World (Fernsehserie, 8 Folgen)
- 2021: Merry Liddle Christmas Baby (Fernsehfilm)
- 2021: Song & Story – Amazing Grace (Fernsehfilm)
- seit 2021: HouseBroken (Fernsehserie, Stimme von Nibbles)
- seit 2022: Die stolze Familie: Lauter und stolzer (The Proud Family: Louder and Prouder, Stimme)
- 2023: A Million Little Things (Fernsehserie)

## Trivia
Webbs schauspielerische Vorbilder sind Angela Bassett und Will Smith.